# Старый Орхей
Ста́рый Орхе́й (рум. Orheiul Vechi) — историко-археологический комплекс, расположенный в 60 км к северо-востоку от Кишинёва, на реке Реут, входит в состав природно-культурного заповедника «Старый Орхей», общей площадью около 500 га. В Старом Орхее были найдены следы разных цивилизаций. Здесь располагалась гето-дакская крепость (VI—I вв. до н. э.), городище Золотой Орды Янги-Шехр или как его называли арабские путешественники- Шехр аль-Джедид (30-60-е гг. XIV в.), православные монастыри (c конца XIV в.) и молдавский город Орхей (XV—XVI вв.). С 2017 года является кандидатом на включение в список объектов Всемирного наследия ЮНЕСКО.
Комплекс находится на территории Оргеевского национального парка.

## История
Эта территория заселена с давних времен, так как полуостров в излучине Реута, окруженный с 3-х сторон отвесными скалами, представлял собой хорошее естественное укрепление от врагов. На этом месте было основано и разрушено много поселений разных народов. В середине XIII века Золотая Орда завоевала эту территорию, и в XIV веке вырос город в ордынском (переднеазиатском) стиле под названием Янги-Шехир, что означает «Новый Город».
Мусульмане оставили археологам своё наследие: руины мечети, караван-сарая, мавзолеев и бань. Местный музей, помимо экспонатов под открытым небом, располагает богатой экспозицией глазурованной керамики в татарском стиле. В конце 60-х гг. XIV века, в условиях ослабления Золотой Орды, жители вынуждены оставить город и на этом месте появляется молдавское поселение — город Орхей. Здесь была расположена резиденция местного военачальника — пыркалаба, построены две православные церкви с прилегающими погостами. Примерно в середине XVI века господарь Молдавского княжества переместил город на 18 км выше по течению Реута, на место современного Оргеева. Археологический заповедник носит название средневекового города, расположенного в этом месте, но его уже называют Старый Орхей.
Музейный комплекс Старый Орхей представляет собой систему исторических памятников и природных ландшафтов.
Старый Орхей знаменит своими скальными монастырями. Данная территория была идеальной для монашества в раннем христианском обществе. Она была изолирована от внешнего мира. В те времена, когда христиане пришли на эту землю, возможно, что в скалах уже были пещеры, высеченные доисторическими племенами, жившими на этой территории. Скорее всего, христиане использовали существующие пещеры.
В средние века распространение православной монашеской жизни и частые набеги крымских и буджакских татар заставили монахов углубиться в неприступные скалы. Они расширяли существующие пещеры и высекали новые. Некоторые пещеры хорошо сохранились до нашего времени.
Исследования показывают, что в результате землетрясений, которые часты в этом регионе, многие скалы с кельями обрушились в воды реки Реут, однако много комплексов до сих пор в хорошем состоянии. Самым старым укрепленным сооружением в Старом Орхее является гетская крепость, находившаяся на скале. Крепость сообщалась с окружающим миром узкой тропой, которую легко заблокировать в случае необходимости, поэтому местность была идеальной для сооружения крепости. В конце III века до нашей эры жители покинули крепость из-за нашествий германских племен.
Другим сооружением, которое привлекает интерес, является средневековая крепость, построенная Золотой Ордой, а затем использовавшаяся и молдавским государством.
В истории Старого Орхея выделяют 3 периода.

## Предзолотоордынский период (XII—XIII век)
В этот период на месте Старого Орхея (территория под влиянием Галицко-Волынского княжества) существовало поселение-крепость, защищённое бревенчатой стеной со сторожевыми башнями. Его остатки были обнаружены археологами при раскопках. Поселение вело активную торговлю водным путём с северо-причерноморскими городами и с прилегающими территориями левого берега реки Днестр. Поселение и крепость были разрушены в ходе татаро-монгольского нашествия 1241—1242 годов.

## Золотоордынский период (30—60 годы XIV века)

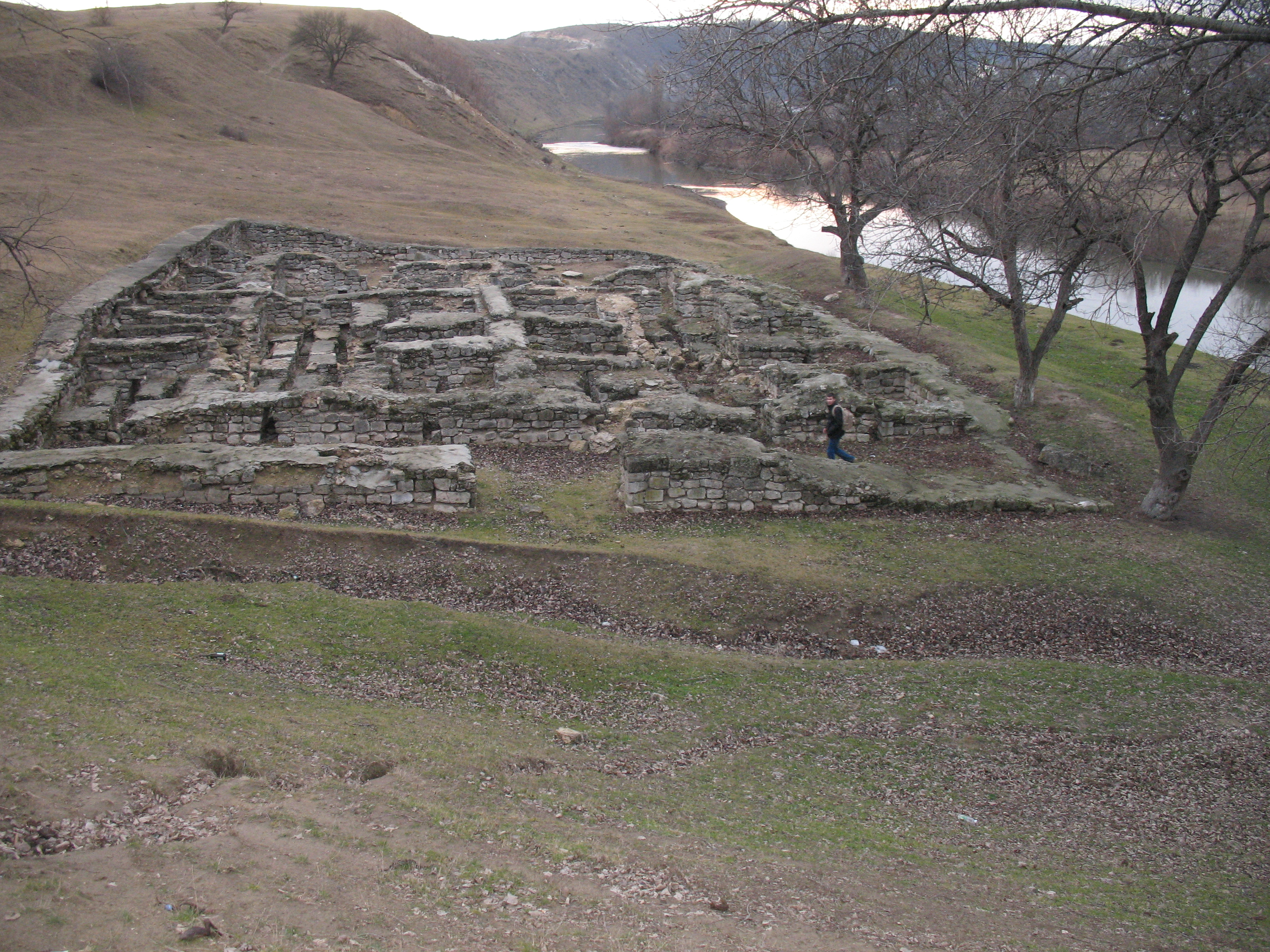
Руины татарской бани в селе Требужены

Около 1330 г. на том же месте татарами был основан город, который получил название Янги-Шехр (арабские путешественники называли его Шехр аль-Джедид), что в переводе со старотатарского языка означает Новый город. Город строится под руководством ордынских (а так же переднеазиатских) мастеров. Археологами здесь были найдены сооружения, характерные для городов Золотой Орды, — караван-сараи, мечеть, мавзолей-мазары, общественные бани. До наших времён сохранились остатки бани, имевшей помещения для ванн, отдыха, массажа, оборудованной отоплением и вентиляцией. Остатки интерьера свидетельствуют о былом роскошном внутреннем убранстве бани. Некоторые ученые считают, что бани Старого Орхея восходят к прототипам римских бань, другие находят общие элементы с постройками в Армении, Крыму, Поволжье. Раскопанные остатки фундаментов древних сооружений были надстроены в современное время, для придания им большей привлекательности для туристов

## Молдавский период (60-е годы XIV века — вторая половина XVII века)

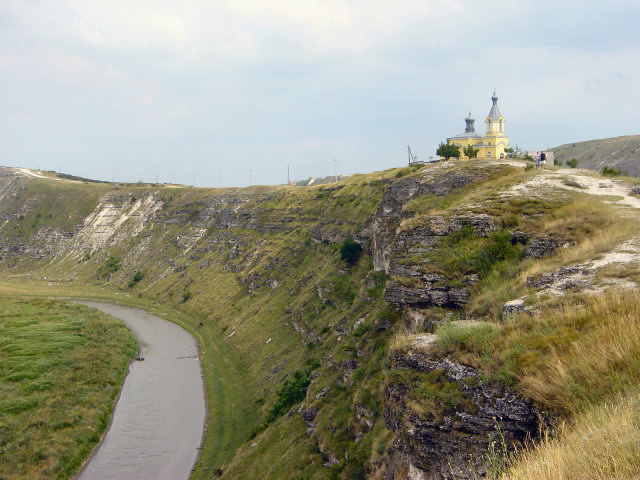
Монастырь на р. Реут у села Бутучены

В 1369 г. Янги-Шехир был разграблен и разрушен Молдавским княжеством, татары были изгнаны из Днестровско-Прутского междуречья, а местное население заняло город, дав ему название «Орхей» («крепость, укрепление»). Город растёт и обретает важное оборонительное значение. Возводятся ряд фортификационных сооружений, восстанавливается разрушенная татарская крепость. С запада город укрепляется двумя рядами оборонительных деревянно-земляных сооружений, а с других сторон город защищён обрывистыми берегами реки. Таким образом, город был окружён кольцом укреплений.

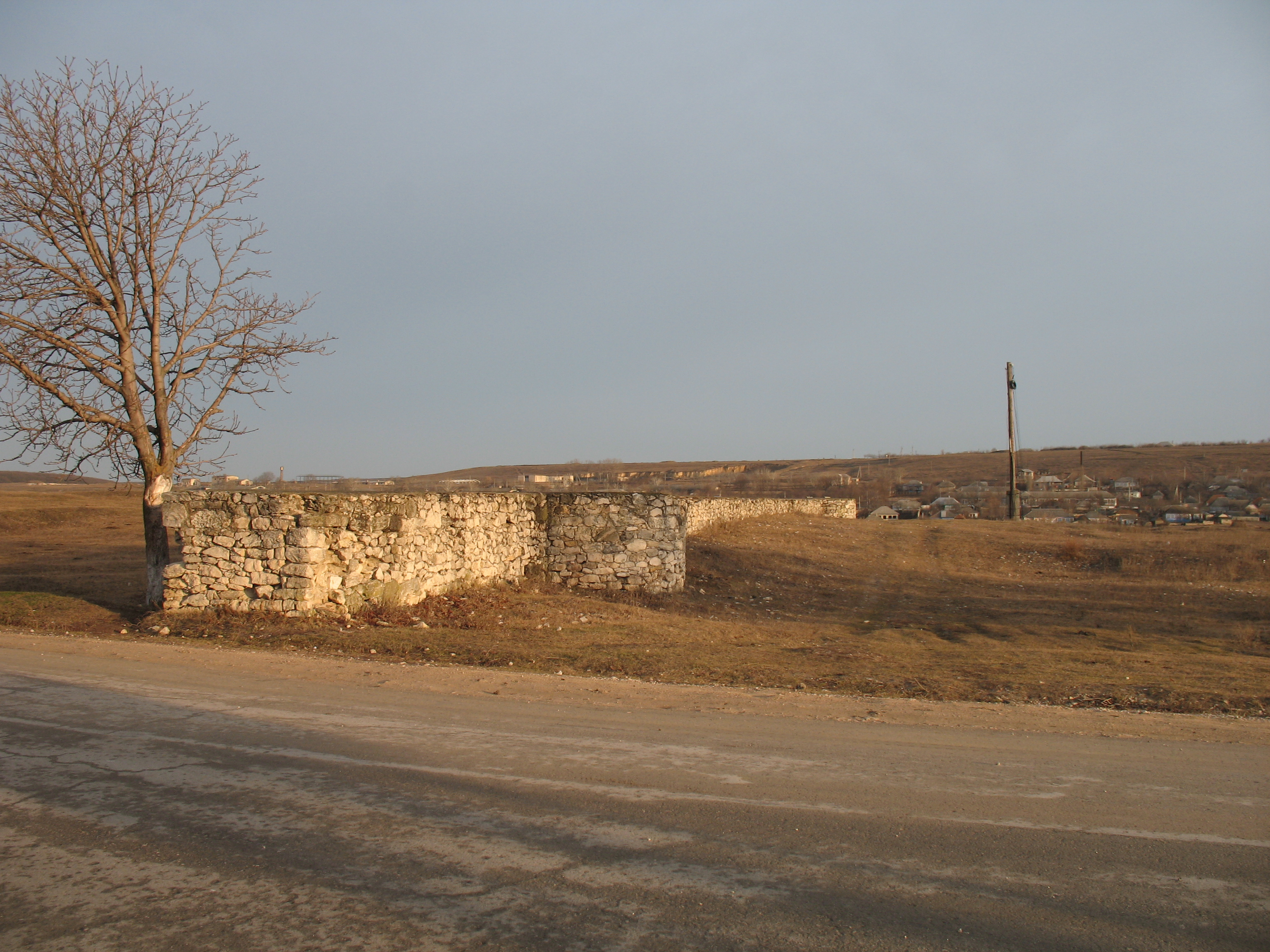
Восстановленные остатки дворца Пыркалаба

Во второй половине XV века при господаре Стефане III Великом была построена каменная цитадель. Стиль этой постройки был типичным для молдавских фортификационных сооружений того периода. Крепость имела форму четырёхугольника с угловыми и надвратной башней. Внутри находился дворец пыркалаба — назначаемого господарём высшего военного и гражданского начальника города и округи.
В XV веке, период расцвета Молдавского княжества, Старый Орхей стал одним из центров ремесленного производства и торговли. Археологами были найдены остатки и других строений, возведённых в этот период — фундамент церкви начала XV века, ремесленные мастерские, жилища, бани. Найдены предметы из металла, керамики, обожжённой глины, монеты.

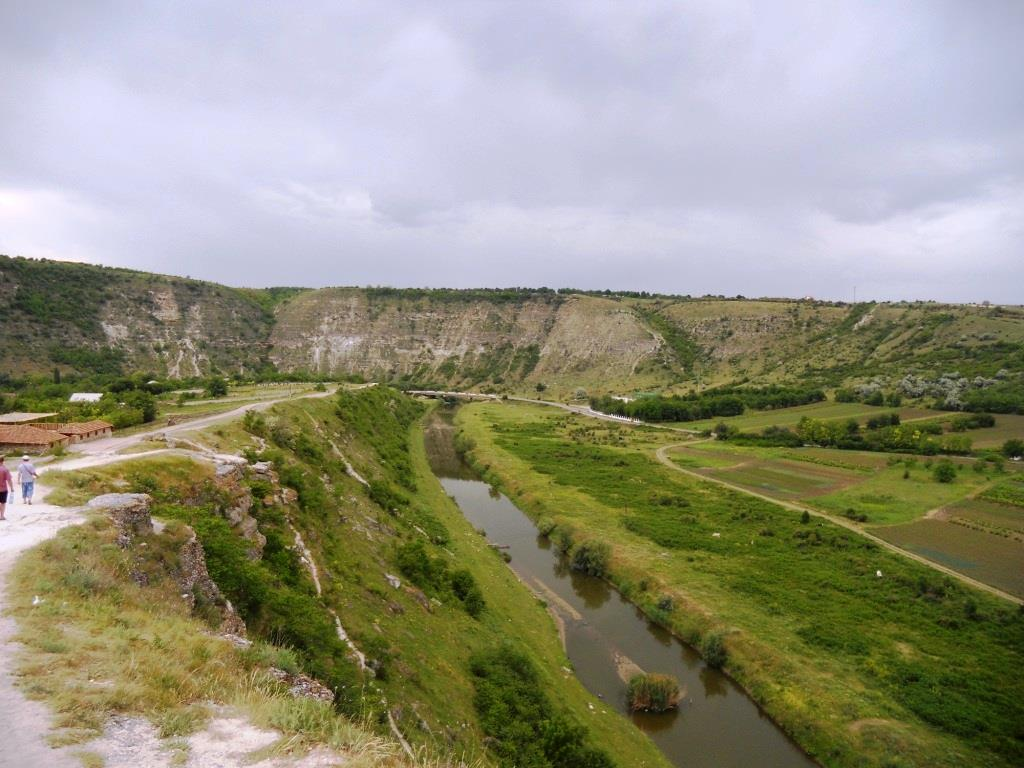
Старый Орхей

Велась торговля с восточноевропейскими странами.
В 1484 году Белгород (сейчас Белгород-Днестровский) был захвачен турками, в результате чего был блокирован основной торговый путь в Причерноморье. Это нанесло серьёзный экономический урон городу. На рубеже XV—XVI веков город подвергался нескольким нападениям крымских татар, разоривших город. После похода турецкого султана Сулеймана Великолепного, летом 1538 года Орхей снова был разрушен. В итоге, в середине XVI века город был постепенно перенесён на территорию современного города Оргеев. Историки связывают это с уходом в сторону торговой дороги. На старом месте до второй половины XVII века существовало село Мовилэ, но оно постепенно исчезло.

## Музейный комплекс

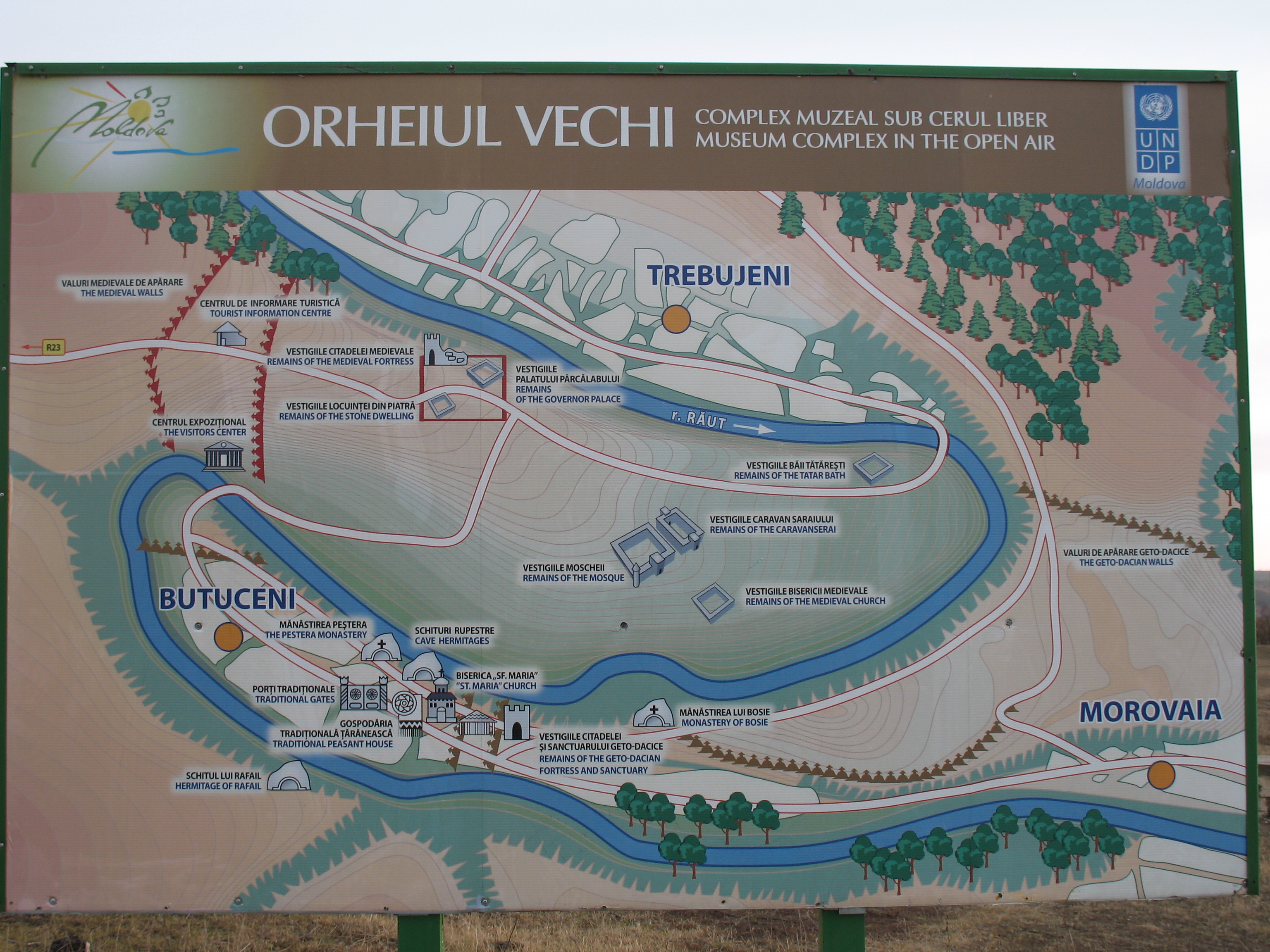
Достопримечательности в Старом Орхее

Раскопки на территории Старого Орхея ведутся с 1940-х годов. Руководили раскопками Георгий Дмитриевич Смирнов, Павел Петрович Бырня, Иван Тимофеевич Никулицэ, Иван Георгиевич Хынку. С 1996 года руководство раскопками в Старом Орхее перешло к доктору исторических наук Георге Постикэ. В 1968 году был образован музейный комплекс «Старый Орхей», в котором представлены найденные средневековые изделия из металла и керамики. Наиболее ценные исторические находки экспонируются в Национальном Историческом музее Молдавии в Кишинёве. На территории историко-археологического комплекса «Старый Орхей» расположены села Требужены, Бутучены, Моровая.
В Старом Орхее можно увидеть пещерные монастыри, вырубленные в скалах на берегу Реута. Старейший православный скит «Пештере» расположен на высоте 60 м над Реутом и его можно найти по воздвигнутой позднее над ним колокольне. Он состоит из церкви с алтарем, группы келий, коридора со ступенями, ведущим к Реуту. Обвал, случившийся предположительно в XVIII веке, уничтожил подходы к скиту. Внешние фото скита «Пештере», на 1-м фото видны остатки каменной лестницы, уничтоженной обвалом:
1, 2, 3 Архивная копия от 4 марта 2016 на Wayback Machine, 4.

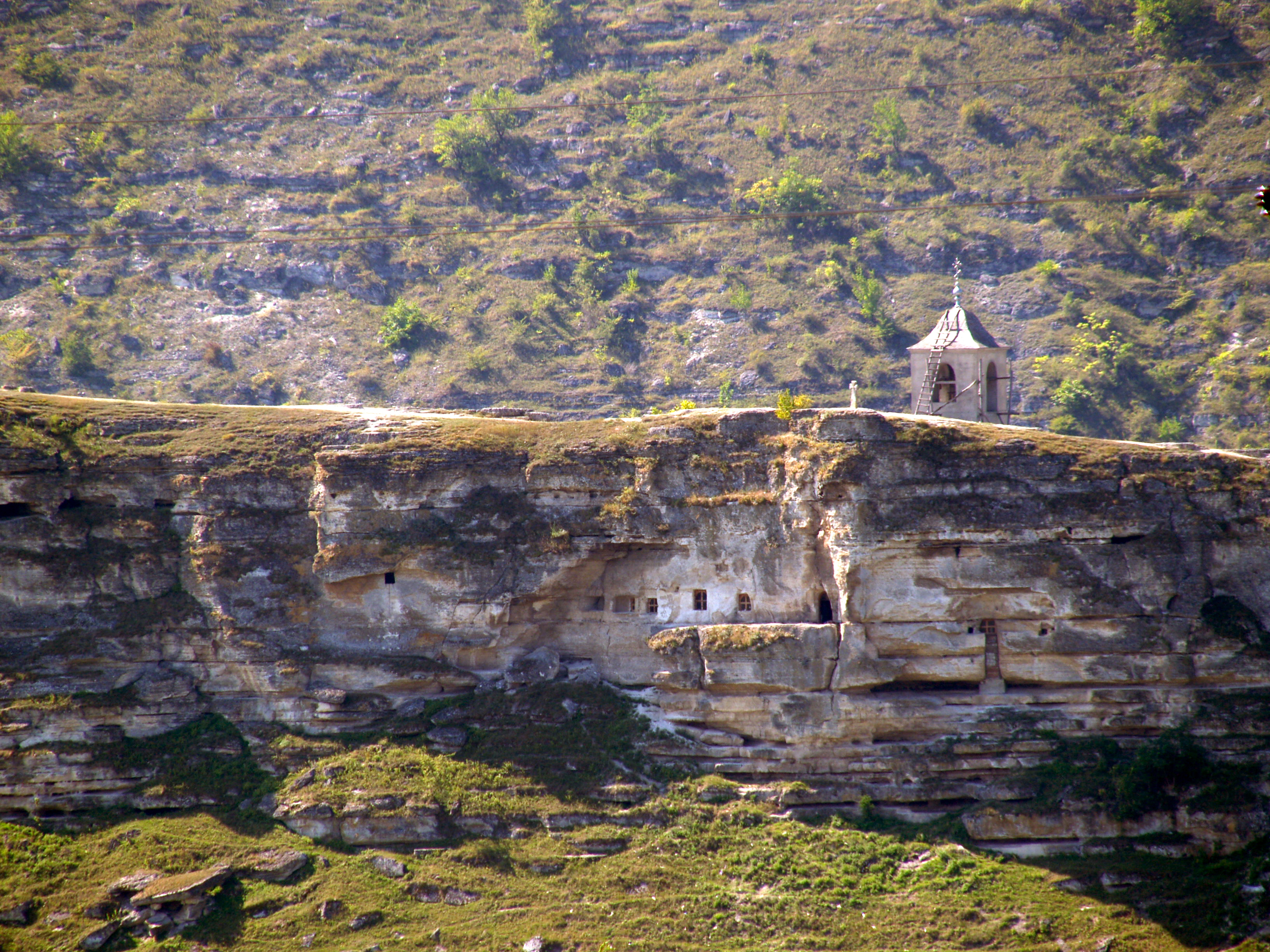
Скит "Пештере" в Старом Орхее

Выше по течению Реута находится более поздний скит, состоящий из пяти сообщающихся пещер-келий, каждая со своим выходом наружу. Этот скит был основан орхейским пыркалабом Босием в 1675 году. Рядом на скале сохранился молдавский текст, свидетельствующий, что в пещерных скитах в 1690 г. укрывались гайдуки, главой которых был запорожец Стец Хатман.

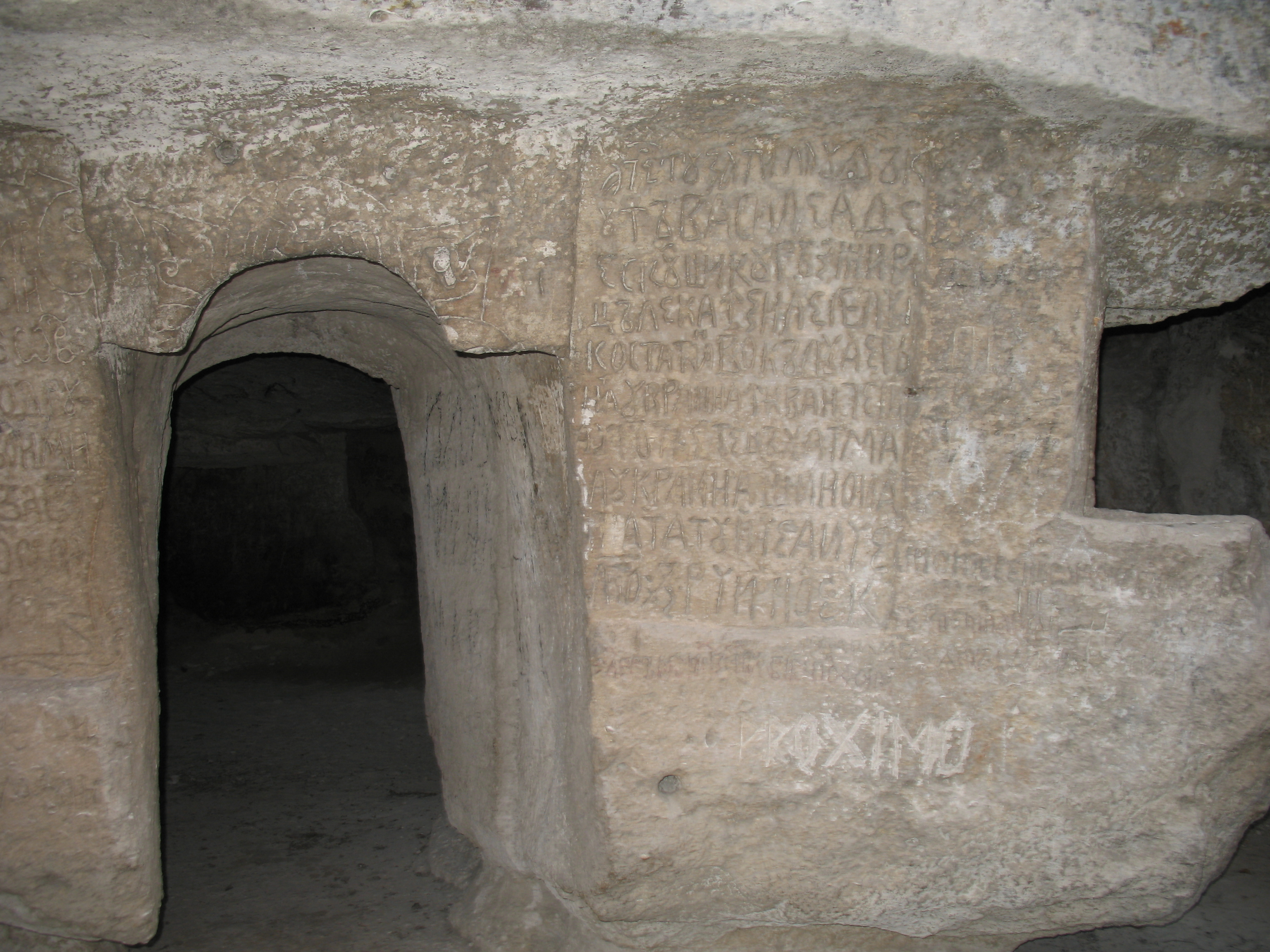
Надписи на стенах скита, основанного пыркалабом Босием

В 1821 году к скальному монастырю «Пештере» со стороны села Бутучены был пробит двадцатиметровый туннель и сделан новый вход, а в 1890 году возле входа была построена колокольня. В 1915 году неподалёку была воздвигнута православная церковь, и скальный монастырь утратил своё значение.